# Guyancourt (stanice metra v Paříži)
Guyancourt je plánovaná stanice pařížského metra na lince 18. která se bude nacházet v obci Guyancourt v departementu Yvelines. Má být otevřena v roce 2030 a bude obsluhovat zejména technologické centrum Renault.

## Vývoj
Stanici navrhl rakouský architekt Dietmar Feichtinger.
Stanice měla původně prozatímní název Saint-Quentin Est.